# China Railway Hohhot Group
China Railway Hohhot Group, офіційно скорочена як CR Hohhot або CR-Hohhot, раніше Hohhot Railway Administration — дочірня компанія під юрисдикцією Китайської залізниці. Контролює залізничну мережу в центральній внутрішній Монголії. У листопаді 2017 року управління залізницею було реорганізовано в компанію.

## Вузлові станції
- Гоггот
  - Гоггот
- Баото
  - Баото, Західний Баото
- Уланкаб
  - Цзінін
- Еренгот
  - Ерен